# Antonio Benedetto Carpano
Antonio Benedetto Carpano, né le 24 novembre 1751 à Bioglio, dans une famille bourgeoise, et mort le 3 février 1821 dans la même ville, est un distillateur italien qui inventa le vermouth.

## Biographie

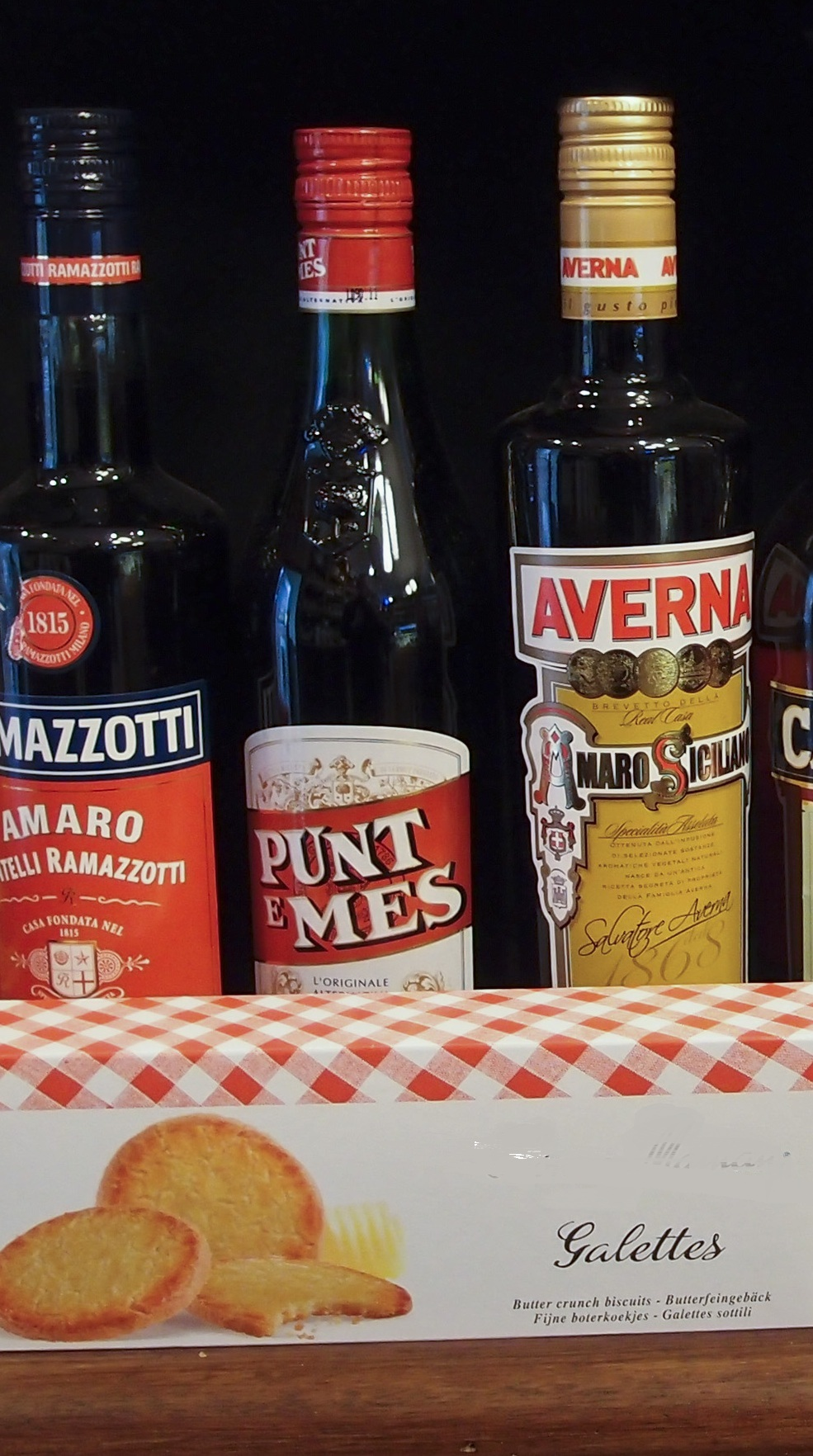
Punt e Mes de Carpano.

Passionné de sciences naturelles et d'agronomie, Carpano devint l'assistant de Luigi Marendazzo, un liquoriste turinois propriétaire d'une marque de liqueur dans laquelle il va introduire une variante plus amère. Homme cultivé, passionné par la poésie de Goethe, ce fut chez cet auteur qu'il trouva le nom de wermout, mot allemand désignant l'absinthe ou Arthemisia absithium, plante utilisée dès l'antiquité romaine, où elle entrait dans un mélange de vin et d'herbes.
En 1786, il s'installa à son compte à Turin, dans un magasin de la Piazza Castello et commença la production et la commercialisation de son apéritif. Son vermouth, à base de vin blanc, dans lequel il ajoutait une infusion de plus de 30 variétés d'herbes et d'épices, fut coupé avec de l'alcool. Cette boisson conquit le public féminin peu amateur des vins rouges locaux. Elle devint si populaire que, bientôt, sa boutique resta ouverte jour et nuit. Le premier auteur italien qui cita ce vin aromatisé fut Giovanni Cosimo Villifranchi dans son Œnologia toscana, qui parut à Florence, en 1773.

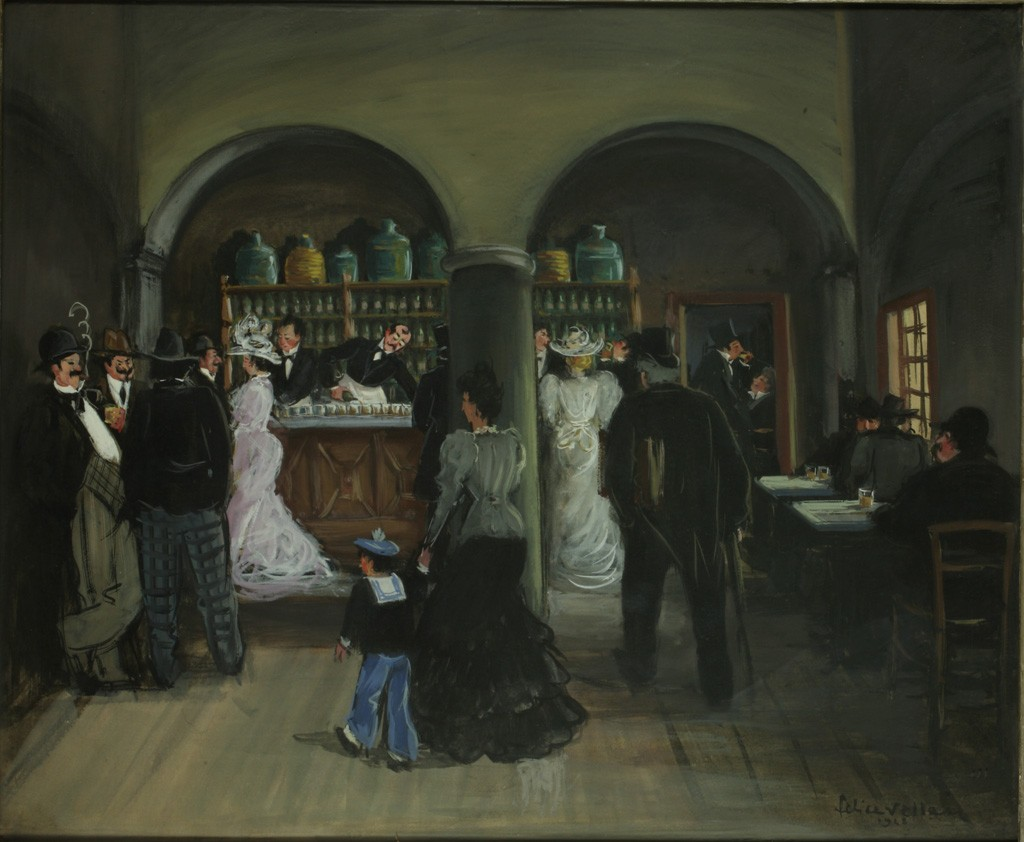
La boutique de Carpano à Turin.

Depuis lors, cet apéritif a été exporté dans toute l'Europe et dans le monde entier. D'autres vermouths ont été rapidement produits par des marques comme Fratelli Branca Distillerie, Cinzano, Martini & Rossi, Campari et Gancia. La marque Carpano existe toujours, produisant deux qualités distinctes de vermouth, le Vermouth Torino originale ou Carpano classico, fabriqué selon la recette traditionnelle, et le Punt e Mes, plus aromatique et plus amer.
Le Punt e Mes fut créée vers 1867. Ce jour-là, dans la boutique de Carpano, des agents de change discutaient de la tenue de la Bourse. L'un d'eux, commanda un vermouth avec une demi-dose de quinquina en l'appelant un Punt e Mes. Ce qui provoqua l'hilarité. Mais le succès de ce cocktail fut tel qu'il devint la spécialité de la maison. C'est un amaro vermouth. Ajouter des amers (plantes, herbes, écorces) est une coutume turinoise aussi vieille que le vermouth lui-même. Le succès du Punt e Mes de Carpano ne s'est jamais démenti.
Le Carpano classico est censé être le Carpano original. Mais sa ressemblance avec le premier vermouth reste problématique puisque celui-ci était blanc et que l'actuel est rouge.
La marque Carpano est actuellement la propriété de la firme Fernet Branca à Milan.